# Teatre Auditori del Mercat Vell
El Teatre Auditori del Mercat Vell és una obra historicista de Ripollet (Vallés Occidental) inclosa a l'Inventari del Patrimoni Arquitectònic de Catalunya.

## Descripció
Dins d'una planta quadrada s'inscriuen dos cossos allargats que es creuen perpendicularment creant una creu grega. Aquests cossos consten de planta baixa i pis mentre que l'espai que queda entre ells, i que completen el quadrat, son d'una sola planta i tenen exteriorment un pronunciat voladís per poder-hi establir el mercat temporalment.
L'edifici està realitzat amb fàbrica de maó vist, menys un ampli sòcol de pedra. Les cobertes són a dues vessants i fetes d'uralita. Els quatre cossos desenvolupen façanes simètriques tant per l'estructuració com pel repartiment dels elements d'obertura; amb un tractament totalment pla, cadascuna d'elles presenta una accés a l'interior del mercat. Una d'elles sembla haver estat tancada. Presenten un element motllurat semicircular on s'inscriuen unes finestres allargades d'arcada de mig punt i d'alçada variant. Les portes es troben adossades al mur i tenen un regust clàssic: allindades, frontó triangular decorant amb motllures triangulars concèntriques, pilastres a banda i banda de la porta i una petita escala per accedir-hi.

## Història
Edifici construït al 1932, just al centre del que abans era la vila. Ha funcionat fins que, darrerament, s'ha desenvolupat una nova àrea de serveis comercials. Malgrat tot, l'edifici ha estat recuperat per celebrar-hi activitats socioculturals, com per exemple exposicions.
La seva execució pot recordar en gran part a l'arquitectura desenvolupada a Barcelona a finals del segle xx, quan es creen tota una sèrie de centres comercials dins la dinàmica de creixement i necessitats de la ciutat, com foren els mercats: Sant Antoni, el Born i el Galvany.